# 김부선
김부선(金芙宣, 본명: 김근희, 1961년 7월 14일~)은 대한민국의 배우이다.

## 학력
- 대정여자고등학교 (졸업)

## 생애
1961년 7월 14일(음력 6월 2일) 제주도 남제주군 대정읍 하모리에서 4남매의 막내로 태어나 1982년 서울로 올라와 모델 생활을 시작했다. 1983년 영화 《여자가 밤을 두려워하랴》로 연예계에 데뷔했지만, 같은 해 필로폰을 복용한 사실이 적발돼 구설수에 올랐다. 1985년 《애마부인 3》에 출연하면서 큰 인기를 누렸으나 1986년 마약과 대마초 중독으로 수감되었는데, 이에 대해 김부선은 "전두환 정권 시절 청와대 파티 초대를 거절했다는 이유로 누군가의 밀고에 의해 구속됐다"라고 항변하였다. 1988년 딸 이미소를 낳았다. 연예계에서 잠시 떨어져 있던 김부선은 2004년 영화 《말죽거리 잔혹사》로 복귀한 뒤 현재까지 꾸준히 연예계 활동을 해오고 있다.
이재명 경기도지사와 관계를 주장하였으나 명예훼손으로 고발되었으며, 이미 연예계에서도 퇴출되었다. 자신을 공천해달라고 하는 등 잦은 실언으로 물의를 빚고 있으며, 동료 여배우들에게도 폭행을 하는 등 이재명 대통령과의 관계를 들먹이며 갑질을 일삼고 있다.

## 논란

### 이재명과 부적절한 관계 주장
김부선은 2010년 11월 한겨레와의 인터뷰에서 '2010년 지방선거에서 당선된 동갑내기 변호사 출신 정치인과 한때 만남을 가졌었다'고 말했다. 이에 논란이 뒤따르자 관계를 부인했다. 2013년 4월 그녀의 페이스북에 '성남 가짜 총각'을 언급하였다 바로 삭제하였다. 2016년 1월 다시 같은 행위를 하자, 이재명은 김부선이 거짓말을 하고 있다는 취지로 장문의 글을 그의 페이스북에 올렸다. 이에 김부선은 사과하고 게시한 글을 내렸다. 그러자 이재명도 자신의 글을 삭제하였다. 이 과정에서 주진우 기자가 김부선에게 조언한 것이 2018년 지방선거 기간 동안 보도되었다.
이후 두세 차례 같은 행동을 반복한 김부선은 2018년 지방선거 기간 중 민주당 경기도지사 후보로 나온 이재명을 겨냥하며 바른미래당 경기지사 후보인 김영환과 함께 같은 내용을 주장하였다. 6월 10일 지방선거를 이틀 앞두고 김부선은 KBS 9시 뉴스 인터뷰에서 이재명과 과거 연인관계였는데 헤어졌다고 말했다.
민선 7기 경기도지사로 당선된 이재명은 KBS의 이런 보도 행태가 언론의 중립성을 훼손했다고 비판하였다.  김영환은 이재명을 공직선거법 허위사실유포로 고소하였으나 경찰은 증거가 없어 불기소 의견으로 처리하였다. 2019년 1월 9일, 이프레스 편집인 이완규를 대표로 하고, 시민 2019명으로 이루어진 가칭 '공익고발단'이 김부선, 공지영, 김영환, 이창윤 등 4명을 무고죄, 정보통신망법 위반, 명예훼손으로 서울중앙지검에 고발하였다.

### 황석정 지각관련 발언 논란
2015년 5월 13일 MBC 예능 《라디오스타》 녹화 촬영 당시에 황석정이 1시간 이상 지각하여 녹화가 지연되었다. 이에 김부선이 페이스북에 "녹화 방송 두 시간 넘게 나타나선 늦어서 죄송하다는 사과 한마디 없는 명문대 출신 여배우"라고 말문을 열면서, 어린 후배를 꾸짖었다가 JTBC 예능프로그램 《엄마가 보고있다》 제작진이 자신의 하차를 부당하게 요구했다고 주장하여 논란이 되었다.

### 난방비 이웃 폭행
2014년 9월 12일 김부선은 서울 성동구의 한 아파트 반상회 도중 불투명한 난방비 처리를 놓고 이웃 주민과 말다툼을 벌이다 A씨의 얼굴을 때린 혐의로 신고됐다. A씨는 김부선이 안건에 없던 아파트 증축을 주장해 이를 중단하라고 했더니 자신을 때렸다고 주장한 것으로 알려졌다.

## 출연 작품

### TV 드라마
- 2004년 MBC 《불새》 ... 서문수의 처 강지선 역
- 2006년 KBS2 《드라마시티 - 쓰리(3)의 전설》 ... 심 원장 역
- 2007년 MBC 《히트》 (특별출연)
- 2007년 MBC every1 《별순검》 (특별출연)
- 2008년 SBS 《신의 저울》... 노세라 모 역
- 2011년 E채널 《여제》
- 2011년 SBS 《천일의 약속》 ... 이서연 모 역
- 2012년 MBC 《아랑사또전》... 9대 조상 할머니 역 (특별출연)
- 2013년 JTBC 《네 이웃의 아내》 ... 국영자 역
- 2014년 SBS 《모던파머》 ... 이용녀 역
- 2015년 Mnet 《더 러버》 (특별출연)
- 2015년 MBC 《달콤살벌 패밀리》 (특별출연)
- 2018년 MBN 《연남동 539》 ... 윤이나 모 역

### 방송
- KBS2 《작정하고 본방사수》
- KBS 1TV 《시간여행자 K》
- 2014년 tvN 《SNL 코리아 시즌5》
- 2015년 JTBC 《엄마가 보고있다》

### 영화
- 1983년 《여자가 밤을 두려워하랴》
- 1984년 《여자는 남자를 쏘았다》 ... 민수옥 역
- 1984년 《애마부인 3》 ... 애마 역
- 1986년 《몸 전체로 사랑을》 ... 마리 역 (특별출연)
- 1987년 《토요일은 밤이 없다》 ... 미화 역
- 1987년 《여자는 바람 여자는 바람》 ... 문옥 역
- 1988년 《지금은 양지》 ... 유미 역
- 1990년 《화대》 ...  경아 역
- 1991년 《이태원 밤하늘엔 미국 달이 뜨는가》
- 1991년 《러브 러브》 ... 미스 홍 역
- 1991년 《유혹의 강》 ... 모델 역
- 1991년 《비너스 여름시》
- 1992년 《데카당스 37도 2분》
- 1994년 《너에게 나를 보낸다》 ... 마담 역
- 1994년 《게임의 법칙》 ... 전 마담 역
- 1995년 《리허설》 ... 정자 역
- 1997년 《3인조》 ... 안의 처 역
- 1997년 《비트》 ... 신 마담 역
- 2002년 《H》 ... 강형사 모 역
- 2004년 《말죽거리 잔혹사》 ... 떡볶이집 주인 역 (특별출연)
- 2004년 《인어 공주》... 정 언니 역
- 2004년 《내 머리 속의 지우개》 ... 오 마담 역
- 2005년 《친절한 금자씨》 ... 우소영 역
- 2005년 《너는 내 운명》 ... 김 여인 역
- 2006년 《구세주》 ... 마성숙 역
- 2006년 《우리들의 행복한 시간》 ... 홍 여인 역 (우정출연)
- 2007년 《황진이》 ... 장덕 역
- 2014년 《몬스터》 ... 경자 역
- 2015년 《오늘의 연애》 ... 현우 모 역 (우정출연)
- 2018년 《임을 위한 행진곡》 ... 명희 역
- 2019년 《내안의 그놈》 ... 할매 역 (특별출연)
- 2022년 《오! 마이 고스트》 ... 화징 귀신 역